# Метарма
Метарма је личност из грчке митологије.

## Митологија
Према Аполодору, била је кћерка кипарског краља Пигмалиона. Удала се за Киниру, коме је родила Адониса, Оксипора, Орседику, Лаогору и Бресију. Такође, она је била Мирнина мајка.

## Тумачење
Метармино име значи „промена“. Мит о Пигмалиону, Роберт Гревс је тумачио тако да је краљ желео да задржи кип богиње Афродите (видети мит о Пигмалиону), јер би на тај начин задржао и престо. Међутим, то је ипак успело Кинири, тако што се оженио његовом кћерком, Метармом. Она је била заправо наследница престола, те га је њен муж на тај начин присвојио. Ова „промена“ се огледа у успостављању патријархалног поретка на Кипру.

## Биологија
Латинско име ове личности (Metharme) је назив за род биљака.